# Jewhen Konowalez

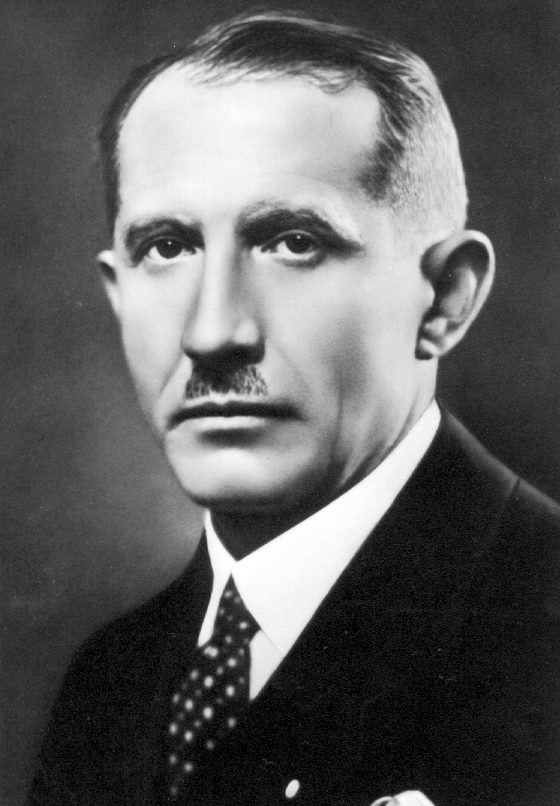
Jewhen Konowalez (1920)

Jewhen Mychailowytsch Konowalez (ukrainisch Євген Михайлович Коновалець; * 14. Juni 1891 in Zaszków, Bezirk Żółkiew, Galizien, Österreich-Ungarn, heute Saschkiw bei Schowkwa, Ukraine; † 23. Mai 1938 in Rotterdam) war ein ukrainischer Nationalist, Politiker und Militärbefehlshaber der Ukrainischen Volksrepublik. Besondere Bekanntheit erlangte Konowalez aufgrund seiner Mitgliedschaft in der Organisation Ukrainischer Nationalisten (OUN), die er von 1929 bis zu seinem Tod leitete.

## Leben
In seiner Jugend besuchte Konowalez die Universität Lemberg und erwarb dort einen Abschluss an der rechtswissenschaftlichen Fakultät. Bereits früh wurde er politisch aktiv und in das Leitungsgremium der Nationaldemokratischen Partei gewählt. Zudem war er für eine ukrainische Erziehungsorganisation tätig.
Während des Ersten Weltkrieges diente Konowalez zunächst als Leutnant in der österreichisch-ungarischen Armee. Schon 1915 geriet er in russische Kriegsgefangenschaft. Im Gefangenenlager von Zarizyn schloss er sich einer Gruppe galizischstämmiger Offiziere unter der Führung von Andrij Melnyk an. Zusammen mit dieser Gruppe gelang Konowalez im November 1917 die Flucht aus der Gefangenschaft. Die Gruppe gelangte nach Kiew und stellte ein Bataillon der Sitscher Schützen auf, das vornehmlich aus Galiziern und Bukowinern bestand. Zwei Monate später übernahm Konowalez das Kommando über das Bataillon. Mit seinem Bataillon war er an der Niederschlagung eines bolschewistischen Aufstands in Kiew und am Widerstand gegen die von Antonow-Owsejenko geleitete Offensive der Bolschewiki beteiligt.
Als sich 1920 die Hoffnungen auf eine unabhängige Ukraine mit der Aufteilung ihres Gebiets zwischen Sowjetrussland, Polen, Rumänien und der Tschechoslowakei zerschlugen, plante Konowalez die Bildung einer neuen Organisation, die den ukrainischen Unabhängigkeitskampf im Untergrund fortführen sollte. Zu diesem Zweck gründete er im August 1920 in Prag die Ukrainische Militärorganisation – UWO. Diese Organisation sollte dem bewaffneten Kampf gegen Polen und Sowjetrussland dienen. Sie propagierte die Idee einer ukrainisch-deutschen Allianz gegen die beiden genannten Mächte, um einer selbständigen Ukraine den Boden zu bereiten. Nach dem Ende des Polnisch-Sowjetischen Krieges übernahm Konowalez die Leitung der Aktivitäten der Organisation in Lemberg. Die Zelle in Lemberg wurde indes nach einigen erfolgreich durchgeführten Sabotageakten im Dezember 1920 von der polnischen Polizei zerschlagen und Konowalez musste außer Landes fliehen.
Die ersten Jahre im Exil verbrachte Konowalez in der Tschechoslowakei, Deutschland, der Schweiz und Italien. 1929 nahm er am ersten Kongress der ukrainischen Nationalisten in Wien teil, anlässlich dessen die Organisation Ukrainischer Nationalisten unter seiner Führung gegründet wurde. In der Folgezeit war Konowalez bestrebt, den Einfluss der neuen Partei innerhalb der ukrainischen Exilanten überall in Europa zu vergrößern und zudem Kontakte mit den Geheimdiensten von Litauen, Deutschland und Italien zu knüpfen. Das Ziel der Partei war weiterhin die Wiedererlangung der Unabhängigkeit der Ukraine durch den bewaffneten Kampf. Nach der Machtübernahme Hitlers in Deutschland richteten sich die Hoffnungen der von Konowalez geleiteten Partei auf Deutschland, da sie sich von den Nazis einen Wechsel der Machtverhältnisse im Osten Europas versprach. Gleichzeitig führten ukrainische Nationalisten vor allem in Polen, aber auch in den anderen drei Staaten mit ukrainischen Minderheiten Terrorkampagnen durch.

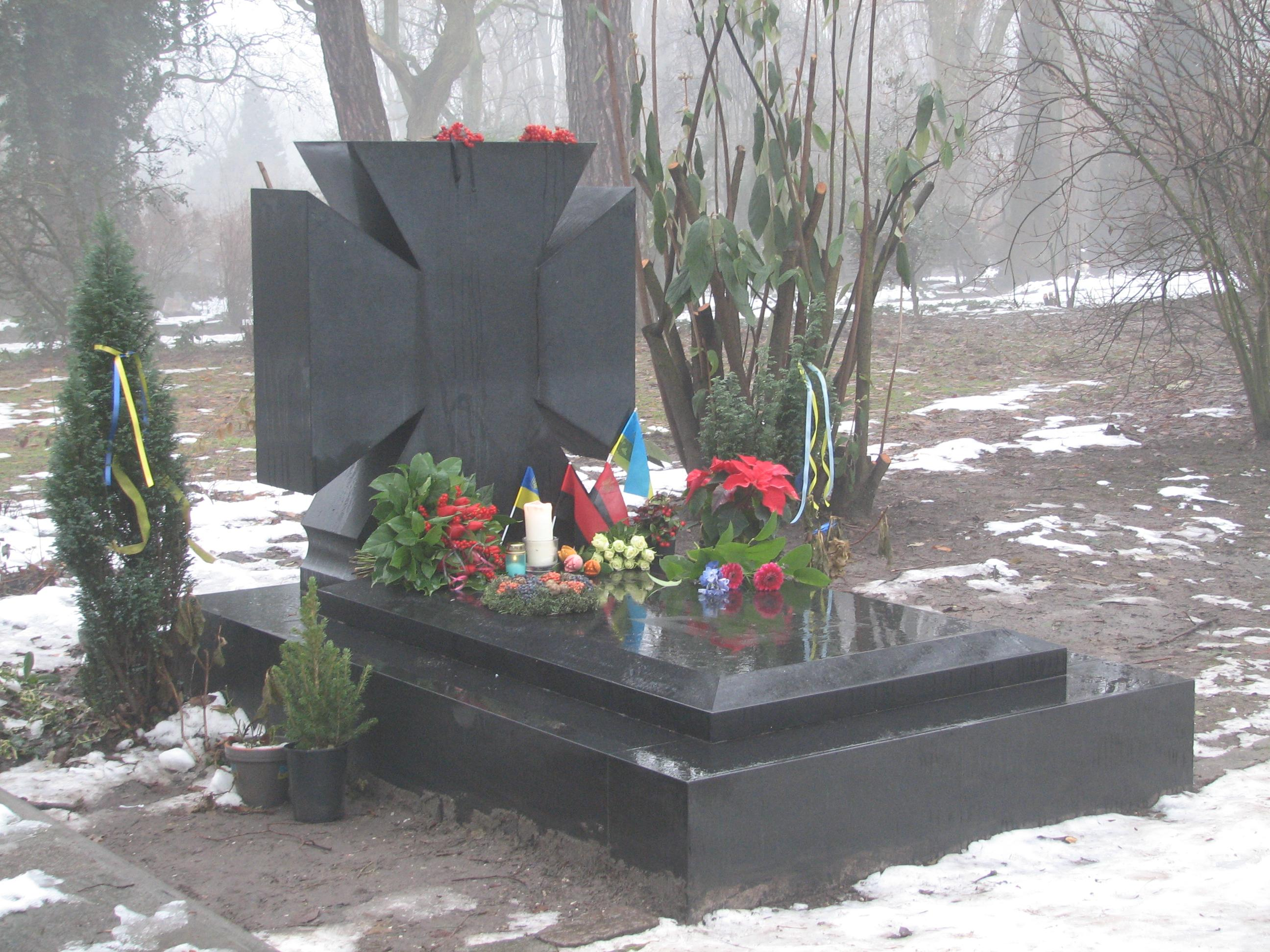
Der von Oksana Ljaturynska geschaffene Grabstein auf Konowalez’ Grab in Rotterdam

Konowalez’ Aktivitäten blieben auch den sowjetischen Autoritäten nicht verborgen, die aufgrund des Eindringens von Mitgliedern der von Konowalez geführten Organisation in die Sowjetunion zunehmend in Sorge gerieten. Aus diesem Grunde beschlossen die Sowjets, Konowalez zu beseitigen. Am 23. Mai 1938 erhielt Konowalez in Rotterdam von einem vermeintlichen Freund, bei dem es sich in Wahrheit um den NKWD-Agenten Pawel Sudoplatow handelte, ein Geschenk, das mit einer Sprengfalle versehen war. Konowalez starb an den Folgen des Anschlags.

## Ehrungen
Zu seinem 130. Geburtstag gab die ukrainische Nationalbank im Juni 2021 eine 2-Hrywnja-Münze mit seinem Konterfei heraus.